# Victor Domingos
Victor Domingos é o nome artístico de Vítor Domingos de Amorim Azevedo (Arcos de Valdevez, 1981), um escritor e poeta português. Para além da sua atividade literária, pela qual obteve vários prémios, colaborou também com diversos blogs sobre tecnologia e fundou o blog Braga Ciclável, dedicado à promoção do uso da bicicleta como meio de transporte na cidade de Braga.

## Biografia
Victor Domingos nasceu e cresceu em Arcos de Valdevez.
Devido à proximidade com a Galiza, o escritor tem afirmado publicamente que para além de cidadão português se considera culturalmente cidadão galego.
Estudou em Braga, onde se licenciou em Psicologia pela Universidade do Minho.

## Carreira
A sua obra de narrativa Ode a Um Poeta Naturalista recebeu em 1999 o Prémio Literário Teixeira de Queirós.
Em 2002, uma outra narrativa sua, intitulada Manual de Trigonometria Aplicada seria o trabalho vencedor do Concurso Literário "Ecos da Memória", promovido pela associação Autores de Braga.
Três anos mais tarde, viria a ser atribuído o 2º prémio, no Concurso Nacional de Contos "D. Sancho I", à sua narrativa As Confissões de Dulce.
No campo da poesia, publicou em formato digital a obra É preciso calar o monólogo. Tem também colaboração dispersa por variadas publicações, incluindo a revista portuguesa Terra de Val de Vez (Nº18, 2007), a revista digital galega Andar21.net, o portal brasileiro Alma de Poeta e a antologia Entre o Sono e o Sonho - Vol. IV (Chiado Editora, 2013).
Entre 1999 e 2001, fez parte da equipa de redação do Jornal de Gondoriz, que ajudou a fundar, tendo sido também responsável ao longo de todo esse período pela sua edição eletrónica, bem como por outros sites promovidos pelo jornal (JG Arquivo e Gondoriz Online).
De 2003 a 2008, dirigiu o projeto Edições ArcosOnline, dedicado à edição e publicação de livros em formato digital de autores lusófonos (Portugal, Galiza, Brasil), com distribuição gratuita. O projeto incidia sobretudo na divulgação de autores jovens ou pouco conhecidos do grande público.
Uma notável exceção a essa linha editorial foi o caso da reedição do romance O Salústio Nogueira, obra-prima do escritor português Teixeira de Queirós (1948-1919).
Desde 2006, tem vindo a colaborar também com artigos sobre Apple e tecnologia em diversos blogs, como Pro+News, MacNotícias, Mac Portugal, iClub.pt, e Pplware. 
Os seus livros encontram-se atualmente disponíveis em formato digital, tendo esgotado a edição impressa de Manual de Trigonometria Aplicada (Autores de Braga, 2002).
Em 2012, fundou o Braga Ciclável, um blog de intervenção dedicado à promoção da mobilidade sustentável e do uso da bicicleta como meio de transporte na cidade de Braga, que recebeu em 2013 o Prémio Nacional da Mobilidade em Bicicleta, na categoria de Cidadania.

## Obra publicada
Narrativa
- Ode a um Poeta Naturalista (ArcosOnline, 2003, e Smashwords, 2011) (Prémio Literário Teixeira de Queirós, em 1999)
- Manual de Trigonometria Aplicada (Autores de Braga, 2002, e Smashwords, 2011) (vencedor do Concurso Literário Ecos da Memória)
- As Confissões de Dulce (Smashwords, 2011) (2º lugar no Concurso Nacional de Contos D. Sancho I)
- Participação na antologia Contos de D. Sancho I (Quasi Edições, 2006) com a narrativa As Confissões de Dulce.

Poesia
- é preciso calar o monólogo (ArcosOnline, 2011, e Smashwords, 2012)
- Participação com poemas na revista Terra de Val de Vez nº18 (Grupo de Estudos do Património Arcuense, 2007)
- Participação com um poema na revista digital Nanozine nº5 (nanoezine.wordpress.com, 2012)
- Participação com um poema na antologia Entre o Sono e o Sonho – Antologia de Poesia Contemporânea, Vol. IV (Chiado Editora, 2012)